# Красна Талівка
Кра́сна Та́лівка — село в Україні, у Широківській селищній громаді Щастинського району Луганської області. Населення — 1081 осіб.  Наразі село тимчасово окуповане російськими окупантами.

## Географія
Географічні координати: 48°50' пн. ш. 39°50' сх. д.
Село розташоване у східній частині Донбасу. Відстань до районного центру становить близько 45 км і пролягає автошляхом регіонального значення Р22. Найближча залізнична станція — Валуйська, за 40 км. На західній околиці села тече річка Деркул. Загальна площа села — 4,4 км².

## Історія
Населений пункт засновано в другій половині XIX століття.
Наприкінці XIX століття у Красній Талівці мешкало 212 осіб (105 чоловіків та 107 жінок), налічувалось 31 дворове господарство.
Назва села походить від слова «краснотал», тобто красна верба (рослина родини вербових)
До 1920-х років поселення носило назву хутір Красноталівський.
У 1924 році утворена сільська рада.
У 1959 році організовано центральну садибу радгоспу «Семеновод». Орної землі було 2,8 тис. гектарів. Господарство спеціалізувалося на вирощуванні насіння овочевих культур, проте мало й тваринницькі ферми.
Наприкінці 1960-х років у селі діяли центральна садиба радгоспу «Семеновод», середня і восьмирічна школи, бібліотека, 2 клуби і лікарня.
В селі діяв пункт контролю через державний кордон з Росією Красна Талівка — Волошине, який наразі знищений російськими окупантами.
В ході війни на сході України село потрапило до зони бойових дій. 5 липня здійснено перший гранатометний обстріл прикордонного наряду з території РФ. 28 липня з боку РФ був обстріляний керованими ракетами пункт пропуску «Красна Талівка», в результаті якого зазнали поранень декілька прикордонників, а пункт пропуску був знищений і перестав функціонувати . Впродовж червня-липня 2014 року державний кордон України систематично порушувався вертольотами та беспілотними засобами з боку РФ.
25 серпня 2014 відбулася спроба проникнення на територію України диверсійної групи РФ, яку супроводжували 2 російські бойові вертольоти Мі-24 та група БМП. В результаті відбувся бій прикордонного наряду з диверсійною групою, внаслідок якого загинули четверо прикордонників (підполковник Пікус Євгеній Михайлович, старший прапорщик Фірсов В'ячеслав Олександрович, старший прапорщик Арнаут Дмитро Ілліч та молодший сержант Сороченко Олег Сергійович, а троє отримало поранення. Диверсійну групу супроводжували два бойових вертольоти Мі-24 збройних сил РФ група з двох БТР і двох БМП, які здійснювали обстріли прикордонного наряду та мобільних груп Державної прикордонної служби України, які прибули на підмогу.

## Інфраструктура
На території сільської ради працює два приватні підприємства, які спеціалізуються на вирощуванні зернових культур та соняшнику. Працюють дев'ять магазинів та два ринки. Функціонують лікарня, фельдшерсько-акушерський пункт, аптека, школа, Будинок культури та бібліотека.

## Населення
За даними перепису 2001 року населення села становило 1081 особу, з них 27,29 % зазначили рідною мову українську, 72,06 % — російську, а 0,65 % — іншу.

## Пам'ятки
На честь загиблих односельців у роки Другої світової війни встановлена стела та Братська могила.

## Відома особа
- Єфименко І. І. — Герой Соціалістичної праці